# Boulay-les-Barres
Boulay-les-Barres és un municipi francès, situat al departament del Loiret i a la regió de Centre – Vall del Loira. L'any 2007 tenia 1.123 habitants.

## Demografia

### Població
El 2007 la població de fet de Boulay-les-Barres era de 1.123 persones. Hi havia 205 famílies, de les quals 36 eren unipersonals (16 homes vivint sols i 20 dones vivint soles), 56 parelles sense fills, 105 parelles amb fills i 8 famílies monoparentals amb fills.
La població ha evolucionat segons el següent gràfic:
Habitants censats

### Habitatges
El 2007 hi havia 222 habitatges, 208 eren l'habitatge principal de la família, 2 eren segones residències i 12 estaven desocupats. 213 eren cases i 9 eren apartaments. Dels 208 habitatges principals, 169 estaven ocupats pels seus propietaris, 35 estaven llogats i ocupats pels llogaters i 4 estaven cedits a títol gratuït; 6 tenien dues cambres, 25 en tenien tres, 59 en tenien quatre i 118 en tenien cinc o més. 187 habitatges disposaven pel capbaix d'una plaça de pàrquing. A 66 habitatges hi havia un automòbil i a 129 n'hi havia dos o més.

### Piràmide de població
La piràmide de població per edats i sexe el 2009 era:
| Homes | Edats   | Dones |
| ----- | ------- | ----- |
| 0     | 95 o +  | 0     |
| 0     | 90 a 94 | 0     |
| 0     | 85 a 89 | 0     |
| 4     | 80 a 84 | 4     |
| 8     | 75 a 79 | 0     |
| 12    | 70 a 74 | 12    |
| 4     | 65 a 69 | 8     |
| 8     | 60 a 64 | 8     |
| 24    | 55 a 59 | 16    |
| 12    | 50 a 54 | 12    |
| 12    | 45 a 49 | 12    |
| 24    | 40 a 44 | 32    |
| 28    | 35 a 39 | 24    |
| 32    | 30 a 34 | 52    |
| 20    | 25 a 29 | 12    |
| 0     | 20 a 24 | 8     |
| 16    | 15 a 19 | 12    |
| 12    | 10 a 14 | 32    |
| 28    | 5 a 9   | 24    |
| 20    | 0 a 4   | 32    |

## Economia
El 2007 la població en edat de treballar era de 924 persones, 828 eren actives i 96 eren inactives. De les 828 persones actives 810 estaven ocupades (633 homes i 177 dones) i 18 estaven aturades (8 homes i 10 dones). De les 96 persones inactives 28 estaven jubilades, 35 estaven estudiant i 33 estaven classificades com a «altres inactius».

### Ingressos
El 2009 a Boulay-les-Barres hi havia 203 unitats fiscals que integraven 574 persones, la mediana anual d'ingressos fiscals per persona era de 19.425,5 €.

### Activitats econòmiques
Dels 29 establiments que hi havia el 2007, 1 era d'una empresa extractiva, 3 d'empreses de fabricació d'altres productes industrials, 6 d'empreses de construcció, 3 d'empreses de comerç i reparació d'automòbils, 6 d'empreses de transport, 4 d'empreses d'hostatgeria i restauració, 2 d'empreses immobiliàries, 2 d'empreses de serveis i 2 d'empreses classificades com a «altres activitats de serveis».
Dels 14 establiments de servei als particulars que hi havia el 2009, 5 eren tallers de reparació d'automòbils i de material agrícola, 2 guixaires pintors, 3 lampisteries, 1 electricista, 2 perruqueries i 1 restaurant.
L'any 2000 a Boulay-les-Barres hi havia 13 explotacions agrícoles.

## Equipaments sanitaris i escolars
El 2009 hi havia una escola maternal integrada dins d'un grup escolar amb les comunes properes formant una escola dispersa.

## Poblacions més properes
El següent diagrama mostra les poblacions més properes.